# Leandro Putaro
Leandro Putaro (Gottinga, 7 gennaio 1997) è un calciatore tedesco, attaccante dell'Alemannia Aquisgrana.

## Carriera

### Club
Nella stagione 2015-2016 ha giocato 4 partite nella prima divisione tedesca con la maglia del Wolfsburg. Ha poi trascorso un biennio all'Arminia Bielefeld, in seconda divisione, segnando 2 reti in 34 partite totali. In seguito ha giocato in vari club di terza divisione (trascorrendo però anche un'ulteriore stagione in seconda divisione con la maglia dell'Eintracht Braunschweig).

### Nazionale
Ha giocato numerose partite con le nazionali giovanili tedesche Under-16, Under-17, Under-19 ed Under-20.